# Danh sách câu lạc bộ bóng đá ở Maldives
Đây là danh sách các câu lạc bộ bóng đá ở Maldives.

## Câu lạc bộ

### 8
- 8 Degree

### A
- Adventurers
- Ahly Sports
- ASA Nooraaneemaage (Hithadhou Island)
- Astron
- Amigos Sports Club (L.Gan)

### B
- B. Hiriyaa
- B.G. Sports Club

### C
- Club All Youth Linkage
- Club Baico
- Club Eagles Male
- Club Lagoons
- Club Gaamagu
- Club Green Streets
- Club Teenage
- Club Valencia
- Customs
- Corals Kulhudhuffushi
- Club PK

### D
- Dhiyamigili Z.J.
- D.N.C. (Delightful Neighbours Club)
- D.X. Sports Club
- Dribbles Kulhudhuffushi

### E
- Ekuveru Roshan Club
- Ever Radiant
- Eydhafushi Z.J./ Youth

### F
- F.C. Baaz
- F.C. Cicada
- Florentina
- Foakaidhoo Zuvaanunge Jamiyya(Foakaidhoo F.C)
- Foundation For Vilufushi Development

### G
- Galolhu S.C.
- Gamu Mathimaradhoo
- Gamu Muguri
- Gamu Mukurimagaa
- Gamu Thundi
- Guraidhoo Z.J.
- Gulhee Z.J.

### H
- Haspress Club Hinnavaru
- Hilalee Sports
- Hinnavaru
- Hithadoo Youth Wing
- Hithadu Society View
- Hoadhandu Fuahmulah
- Huraa
- Hurriyya SC
- Hirafus Kulhudhuffushi

### I
- Island Football Club (I.F.C.)
- Island Juniors Addu

### J
- Jaamiyyathul Ikhvaan

### K
- Kalhaidhoo ZJ
- Kelaa Y.F.
- Keyodhoo R.C.
- Kin'bidhoo Innovative Network (K.I.N.)
- Kissaru
- Kolhufushi
- Kudahuvadhoo Reynees Ginthi
- Kulhudhuffushi Z.J.

### L
- Laamu Kalhaidhoo
- Landhoo Z.J.
- Lazer

### M
- Maabaidhoo Isdharivarunge Gulhun
- Maadhamaa Hanimadhoo Z.J.
- Maamendhoo
- Maavah
- Maarandhoo Y.S.
- Maziya Sports & Recreation Club
- Maglas Club Kulhudhuffushi
- Mahibadhoo Rayyithunge Jamiyya
- Mahibadhoo Zuvaanunge Jamiyya
- Maldives Transport And Contracting Company
- Maradhoo Island Community
- Masveringe Club Vilingili
- Mecano S.C.
- Meedhoo
- Mekku
- Mifaharu
- Miladhoo Sports Club
- Ministry Of Construction And Public Infrastructure
- Muiyveyo
- Mathimaradhoo Z.J.
- Mulah M. Z.J.
- Mulaku Ekuveringe Jamiyya
- Mulaku Z.J.
- Mulee Z.J.
- Muli Meemu

### N
- Naadhee Ahthamadhun
- Naalaafushi Adhi M.
- Naavaidhoo Z.J.
- Naavaidhu School Isdharivarunge Jamiyya
- Naifaru Juvenile
- Nasandhura Palace Hotel
- New Lagoons
- New Radiant SC
- Newstar
- N.L.D.
- Nolhivaram Club Thiladhunmathi
- Nooraaneemaage A.S.A.

### O
- Oceans Male
- Orchid

### P
- Presidents Office
- Pk Kayotes

### R
- Rasdhoo J.U.
- Real Maradhoo
- Red Line Club
- Rock Street Sports Club
- Roma

### S
- S.C. Taiba
- S.C. Veloxia
- School Isdharivarun Landhoo
- Sosun Club Thoddoo
- Speed Star Maaen'boodhoo
- State Trading Organization
- S.T.E.L.C.O. Male

### T
- TFM Sports Club
- T.C.M.O.
- Talented Teens
- Thoddoo FC
- Thinadhoo Sports
- Thinadhoo T.I.M.F.E.S.
- Thinadhoo United
- Thinadhoo Zuvaanunge Club
- Torino

### U
- United Victory

### V
- VB Addu FC
- Velidhoo Hafman Club
- Veymandoo Z.J.
- Veyvah
- Vicenza
- Victory SC
- Vinsoria
- Viyansa
- Veyru Sports Club

### Z
- Zamaanee Club
- ZigZag Kulhudhuffushi